# Государственный переворот в Бурунди (1976)
Государственный переворот 1976 года — бескровный военный переворот, который произошел в Бурунди 1 ноября 1976 года. 
Армейская фракция, возглавляемая заместителем начальника штаба Жан-Батист Багазой, свергла президента Мишеля Мичомберо. Багаза сформировал Высший революционный совет из 30 членов, приостановил действие конституции страны и вступил в должность президента 10 ноября 1976 года.
Первоначально Мичомберо был арестован, но позже ему было разрешено покинуть страну: он отправился в изгнание в Сомали (тогда Демократическая Республика Сомали под властью Мохаммеда Сиад Барре), где он и умер в 1983 году.

## Режим Второй Республики (1976–1987)
Придя к власти в ноябре 1976 года, президент Жан-Батист Багаза, серией либерализации попытался разрядить межэтническую и внутриэтническую напряженность между хуту и тутси. В 1977 году Багаза вернул Бурунди к гражданскому правлению, а хуту были включены в состав правительства; началась антикоррупционная кампания, и в конечном итоге правительством была начата ограниченная программа земельной реформы.
В ноябре 1981 года на всенародном конституционном референдуме была одобрена новая конституция, но Бурунди оставалась однопартийным государством под руководством партии «УПРОНА» («Союз за национальный прогресс»).
Согласно Конституции, 22 октября 1982 года были проведены выборы в Национальное собрание, и в августе 1984 года Багаза был избран президентом, получив 99.6% голосов, являясь единственным кандидатом в президенты страны. Однако, реформы носили косметический характер, в государстве по-прежнему доминировала УПРОНА и армия, которые в целом служили инструментами политического и экономического господства тутси и клана Хема, основанного в Бурури (президент Багаза был родом из одноименной провинции), в то время как большинство хуту оставались маргинализованными и лишенными прав.
Для организации сопротивления господства тутси, в апреле 1980 года беженцы хуту в ДРК основали «Партию за освобождение народа хуту» (PALIPEHUTU). В этот период тутси имели монопольный доступ к образованию и работе в государственных органах.
Поскольку государство централизовало принятие всех решений и распространение информации, оно вступило в конфликт с католической церковью. Церковь предоставила средства доступа к здравоохранению, образованию и социальной мобилизации, альтернативные тем средствам, которые контролировались тутси, в результате чего церковь «обвинили в поддержке сопротивления хуту». Этот конфликт завершился изгнанием миссионеров и национализацией католических школ в 1985 году.

## Кризис Второй Республики и свержение Багазы
Неспособность властей провести значимые политические, экономические и социальные реформы и преследование церкви со стороны государства привели к усилению инакомыслия, которое с 1984 года пресекалось со всеми более жестокими проявлениями посредством арестов и пыток оппонентов правительства.
Первые годы президентства Багазы характеризовались крупными государственными инвестициями, финансируемыми за счет иностранных займов. Поскольку эти инвестиции были сделаны для создания новых источников дохода и покровительства элиты бурури-тутси, а не для достижения целей экономического развития, они не имели долгосрочной жизнеспособности. Власти, с целью оплаты внешнего долга, установили высокие налоги, что в свою очередь сильно ударило по населению.
Ухудшение ситуации с правами человека привело к конфликту с основными иностранными донорами Бурунди, особенно с Бельгией и Францией, которые начали оказывать давление на правительство с целью проведения значимых реформ, удерживая помощь, которая составляла 50% государственных расходов.
К 1986 году экономическая ситуация в стране настолько ухудшилась, что Багаза был вынужден принять программу структурной перестройки, навязанную МВФ и Всемирным банком, которая включала массовое сокращение военных и государственных расходов.
Такие меры оказались губительными для Багазы, поскольку элита тутси и военные не одобрили потерю рабочих мест, дохода и покровительства, в результате чего он был свергнут в сентябре 1987 года в результате военного переворота, возглавляемого майором Пьером Буйоя.